# 葦高村
葦高村（あしたかそん）は、かつて岡山県窪屋郡・都窪郡にあった自治体である。現在は倉敷市倉敷地域の葦高・大高・老松（一部）地区に分かれている。

## 概要
村名はこの地方の氏神である足高神社にちなむ。東高梁川の沖積によって阿智潟と呼ばれる干潟が存在し、江戸期に本格的に開発された新田地帯で、足高山の周囲に位置した。
1892年（明治25年）に東高梁川の氾濫による大洪水で10日間以上も浸水し、また翌1893年（明治26年）も大水害に見舞われた。

## 地理
- 山：足高山

## 沿革
- 1889年（明治22年）6月1日 - 窪屋郡笹沖村・吉岡村・西中新田村・白楽市村・老松村が合併し、同郡葦高村を新設。役場を西中新田に設置[1]。
- 1900年（明治33年）4月1日 - 郡の統合により都窪郡となる。
- 1901年（明治34年）4月1日 - 葦高村・大市村が合併し、大高村を新設。同日葦高村廃止。

## 当時の主要施設
- 足高神社

## 地域
当時の管轄地域は、現在の地域では以下の通り。いずれも倉敷市。
葦高
笹沖（国道2号岡山バイパス以北除く）、吉岡、堀南（国道2号岡山バイパス以北除く）
老松
老松（老松・田ノ上・田ノ上新町）、白楽町（白楽市）
大高
堀南、笹沖（いずれも岡山バイパス以北のみ）、西中新田